# (27114) Lukasiewicz
(27114) Lukasiewicz est un astéroïde de la ceinture principale.

## Description
(27114) Lukasiewicz est un astéroïde de la ceinture principale. Il fut découvert le 19 novembre 1998 à Prescott (Arizona) par Paul G. Comba. Il présente une orbite caractérisée par un demi-grand axe de 3,21 UA, une excentricité de 0,16 et une inclinaison de 2,1° par rapport à l'écliptique.
Il est nommé d'après le mathématicien Jan Łukasiewicz.

## Compléments